# ウォーキング

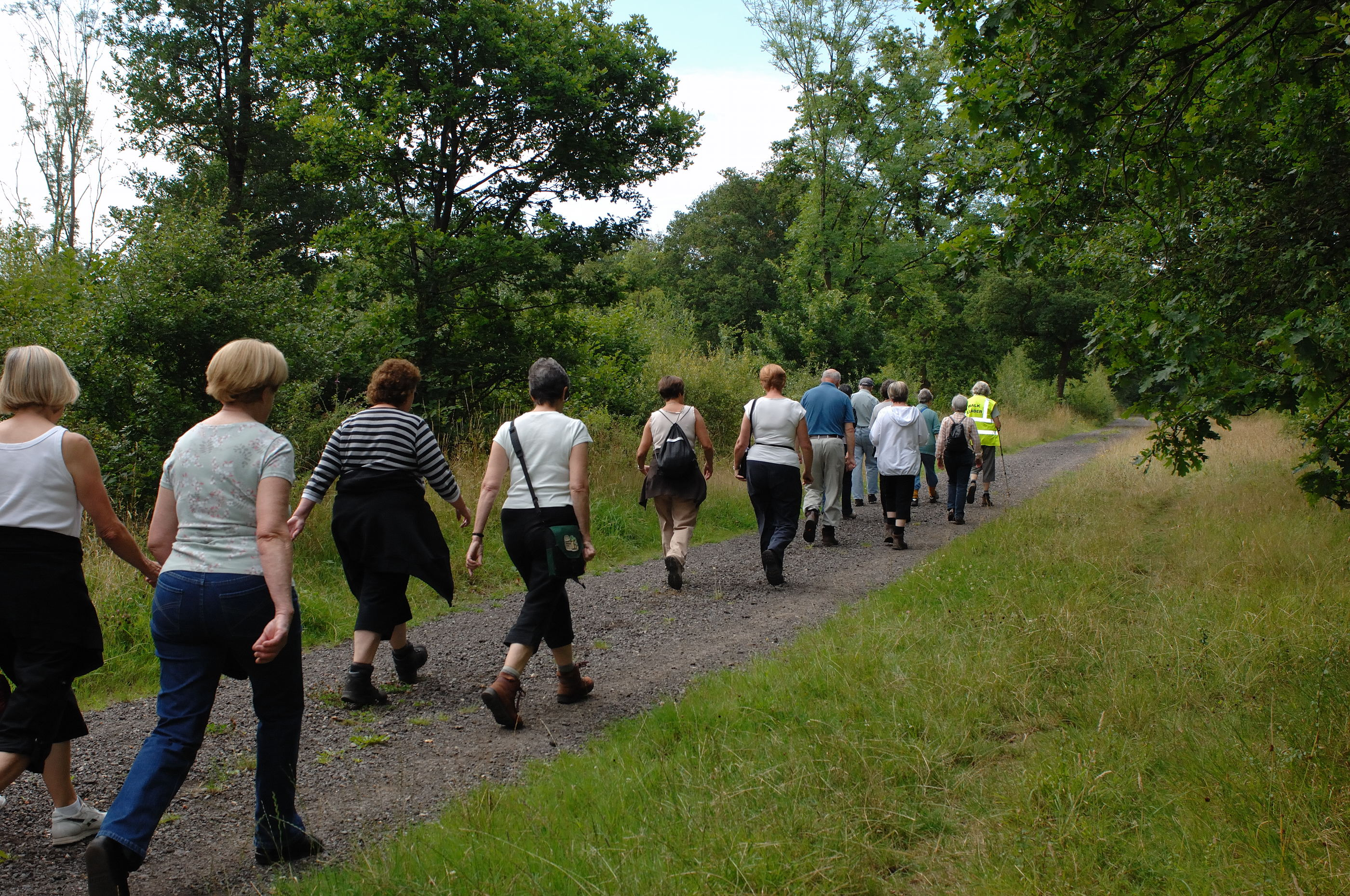
健康のためのウォーキング（2009年イギリス）

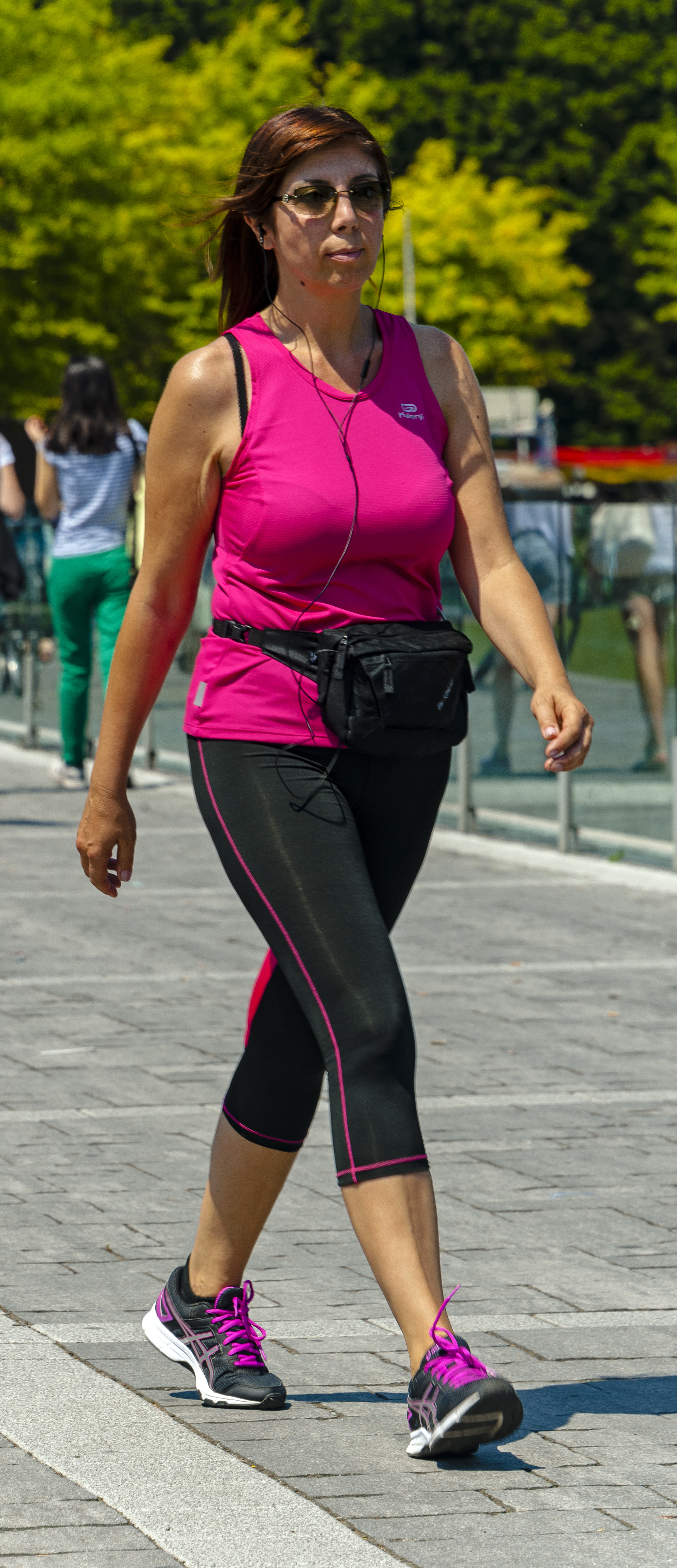
背筋をのばしウォーキングをおこなう女性（2013年)

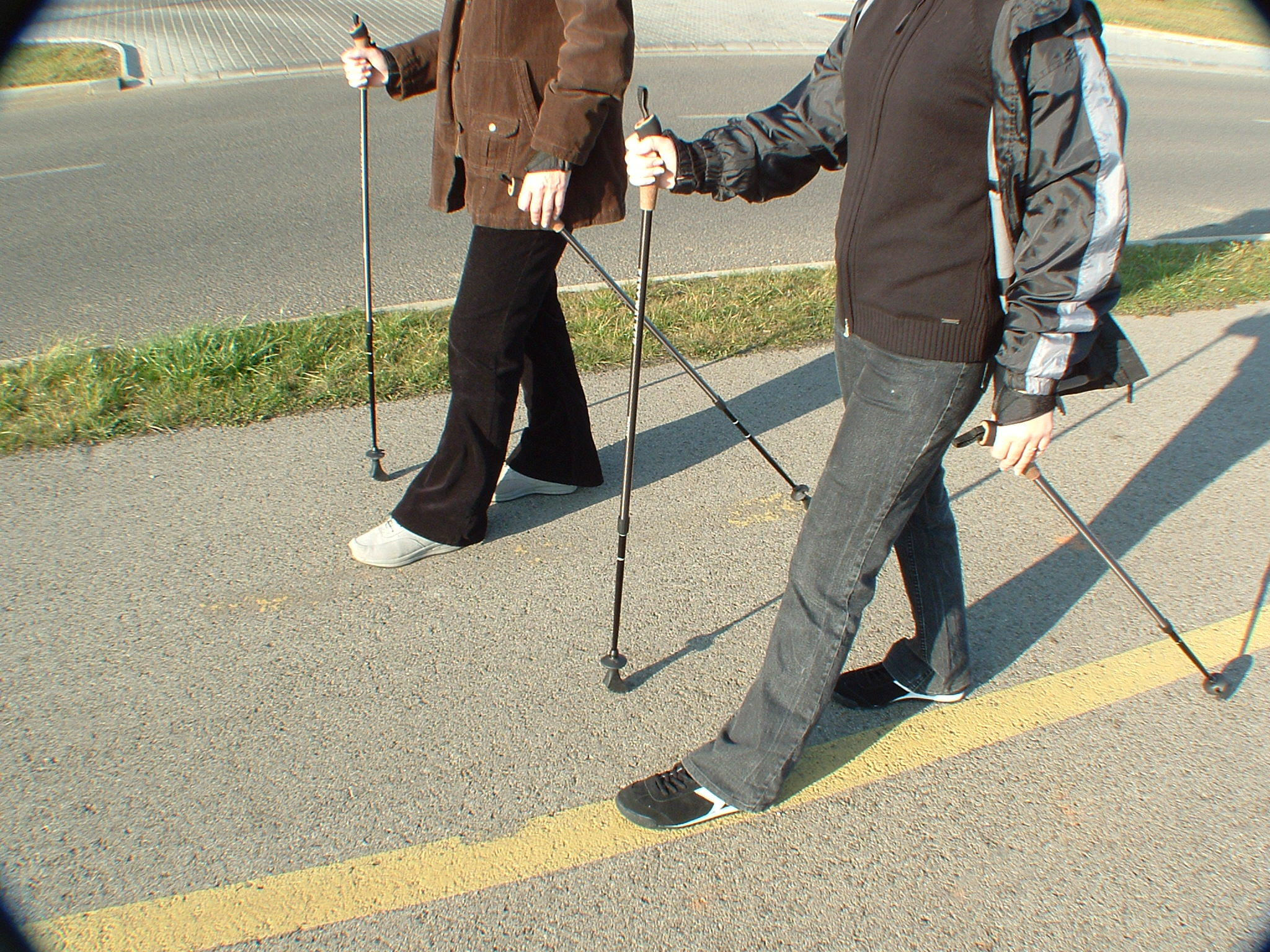
ウォーキングの一種「ノルディックウォーキング」

ウォーキング (Walking) は、運動不足に陥りがちな現代人の健康づくりのための歩行運動である。日常の意識しない歩き方よりはいくらか速い程度の歩き方であり、具体的な速度としては、日本人の平均歩行速度は「男性が毎分70m、女性が65m」と言われているが、ウォーキングの場合は毎分100mくらいの速度が適当とされ、この速度で最低でも10分以上歩き続ける。

## 概要
ウォーキングはジョギングと比較すると膝に負担がかからない。
やり方、留意点
- 歩くペースは20分以上歩き続けても疲れないペースをつかむ[2]。
- 1日あたり、連続で30～40分間、時折休憩をはさんで60～90分間が一つの目安[2]。
- 疲労を体の中に蓄積させないことが大切なので時には休む。週2～3回程度でもいい[2]。
- ウォーキングの実施に適した時間帯は夏場は気温が下がる早朝や夕方、冬場は太陽の出ている時間[2]。
- 水分はこまめに少量ずつ補給。空腹・満腹時の飲料はなるべく避けること[2]。

歴史
オランダでは1910年代に始まった。日本には1960年代に紹介・導入された。
組織
日本では日本ウオーキング協会があり (2000年に「日本歩け歩け協会」から改称) 、日本スリーデーマーチをはじめとするウォーキング関連のさまざまな行事やウォークラリーを開催している。

## 国際マーチングリーグ大会
International Marching league(IML)は、世界各国におけるウオーキングの正しい発展とウオーカーの平和的な交流を目指して、1987年に8ヶ国(ベルギー、スイス、ルクセンブルク、デンマーク、アイルランド、オランダ、オーストリア、日本)により設立された団体。
- 日本スリーデーマーチ（埼玉県東松山市）
- 九州国際スリーデーマーチ（熊本県八代市）
- ニュージーランド・ロトルアツーデーマーチ
- イスラエル・ギルボアツーデーマーチ
- オーストラリア・キャンベラメダルウオーク

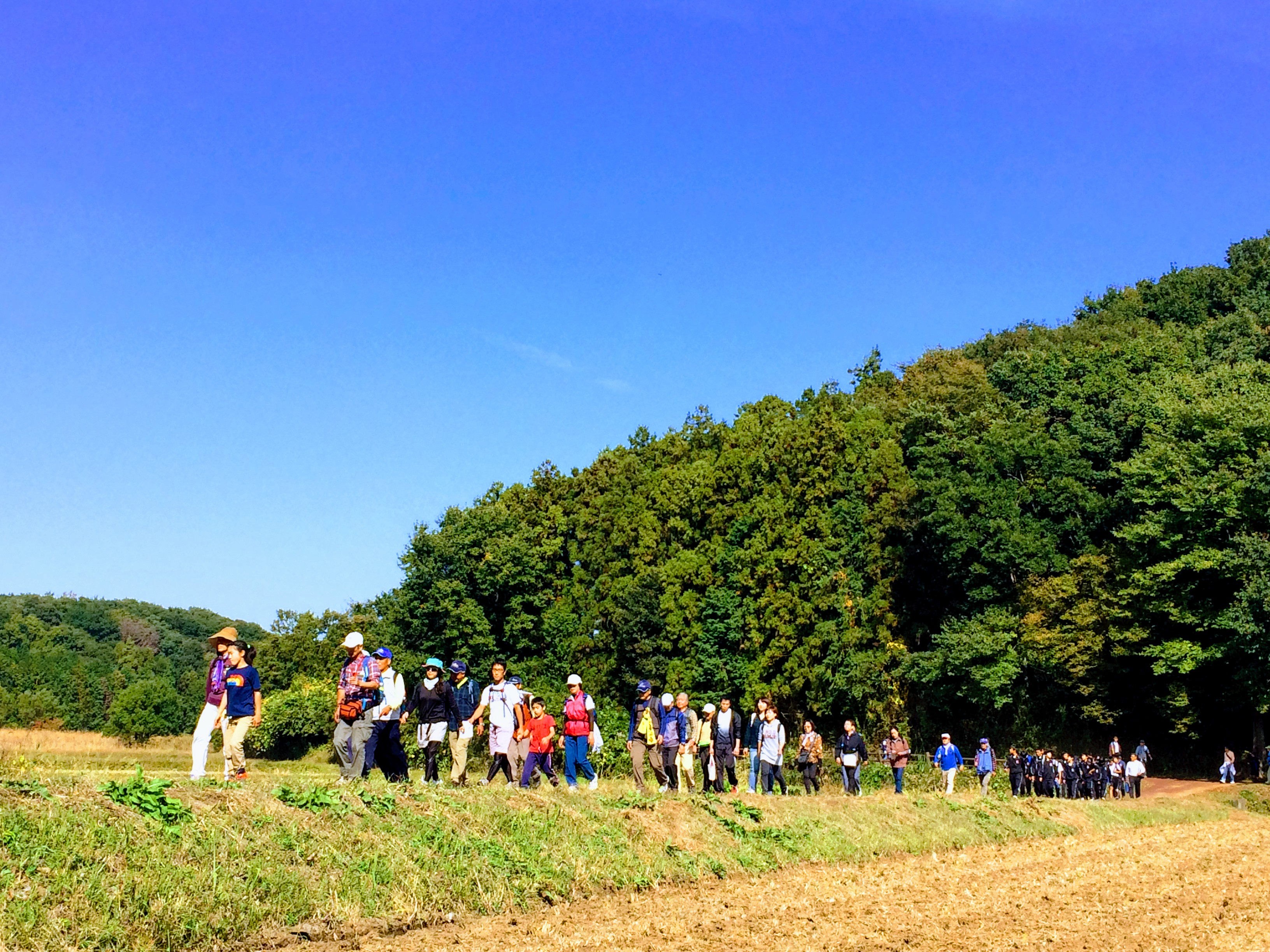
日本スリーデーマーチ

- カナダ・ビクトリア国際ウオーキングフェスティバル
- アメリカ・ディスカバリーウオーク
- スイスツーデーマーチ
- ベルギーツーデーマーチ
- イギリス国際ワンデルウオーク
- フランス・シャントネフォーデーウオーク
- ルクセンブルク・アーミーマーチ
- デンマーク・ハーベスマーチ
- アイルランド国際フォーデーウオーク
- ナイメーヘン国際フォーデーマーチ（オランダ・ナイメーヘン市）。世界最大の歩行大会
- フィンランド国際スリーデーマーチ
- ノルウェー・サガマーチ
- インドネシア国際親善マーチ - 2003年4月、国際マーチングリーグの認定が取り消された
- イタリア地中海ツーデーマーチ
- オーストリアチロルスリーデーマーチ
- チェコ・ブルノツーデーマーチ
- ドイツ・フルダツーデーマーチ
- スペイン・バルセロナ国際ウォーク
- アメリカ・フリーダムウォーク - ワシントンD.C.
- 中国・大連国際ウォーキングフェスティバル
- 台湾国際快楽健行大会
- 韓国国際ウオーキングフェスティバル

## 日本国内の主なウォーキング大会
| 名称                                      | 時期 | 場所                                                              | 距離      | 参加費   | 公式 | 主催                                                                                           | 備考 |
| ----------------------------------------- | ---- | ----------------------------------------------------------------- | --------- | -------- | ---- | ---------------------------------------------------------------------------------------------- | --- |
| 日本スリーデーマーチ                      | 11月 | 東松山市 (メイン会場は 松一小学校校庭)                            | 50km ×3日 | ¥3,000-  |      | 日本スリーデーマーチ実行員会（東松山市、埼玉県、日本ウオーキング協会、埼玉県ウオーキング協会） | 日本を代表するウォーキング大会(国内最大で最古、世界第2位の大会) 他コース (40km, 30km, 20km, 10km, 5km) も有り                                            |
| 行橋 - 別府100キロウォーク                | 10月 | 行橋正八幡宮から別府市的ヶ浜公園                                  | 100km     | ¥10,000- |      | 行橋～別府100キロウォーク実行委員会                                                            | 毎年秋に開催される、行橋 - 別府を27時間で歩く |
| ぐんま100kmウォーク                       | 5月  | 前橋市役所前                                                      | 100km     | ¥10,000- |      |                                                                                                | 北関東三大100キロウォーク |
| しおや100キロウォーク                     | 4月  | 塩谷町立玉生小学校                                                | 100km     | ¥10,000- |      | しおや湧水の里ウォーク実行委員会                                                               | 北関東三大100キロウォーク 毎年4月に100キロを24時間で歩くウォーク大会「地獄の100km」 他コース (70km, 50km) も有り                                         |
| しおや湧水の里ウォーク大会                | 8月  | 塩谷町立玉生小学校                                                | 41km      | ¥9,000-  |      |                                                                                                | 8/11の山の日を記念した「灼熱の40.8km」 他コース(31km, 24km, 10km)も有り                                                                                  |
| つくばりんりんロード100キロウォーク大会   | 5月  | 筑波休憩所 (つくばりんりんロード内)                               | 100km     | ¥9,000-  |      |                                                                                                | 北関東三大100キロウォーク 毎年5月最終土日に開催される、茨城県のつくば古道・りんりんロードを24時間で歩く                                                  |
| 全国スポーツ祭典 ウォーキング             | 10月 | 各地                                                              | 10km      | ¥2,000-  |      | 新日本スポーツ連盟                                                                             | 年により開催時期、開催地やコースが異なる |
| 龍馬ハネムーンウォークin霧島              | 3月  | 鹿兒島神宮                                                        | 17km      | ¥2,000-  |      | 公益社団法人霧島市観光協会                                                                     | |
| SUN-IN未来100kmウオーク                   | 11月 | 燕趙園                                                            | 100km     | ¥8,000-  |      | NPO法人未来                                                                                    | |
| SUN-IN未来ウオーク                        | 6月  | 倉吉パークスクエア                                                | 35km      | ¥2,000-  |      | NPO法人未来                                                                                    | 鳥取県は2009年より「ウォーキング立県TOTTORI」を掲げている 他コース (20km, 10km, 5km, 3km) も有り                                                         |
| 九州国際スリーデーマーチ                  | 3月  | 八代市                                                            | 40km      | ¥2,000-  |      | 八代市                                                                                         | 国際マーチングリーグへは2009年の大会が加盟審査の対象となり、理事会で加盟が決定したため2010年より認定大会となった 他コース (30km, 20km, 10km, 5km) も有り |
| リーボック・ランナーズ                    |      |                                                                   |           |          |      | リーボック                                                                                     | スポーツ用品ブランド「リーボック」が主催するランニング・ウォーキングイベント                                                                             |
| 加古川ツーデーマーチ                      | 11月 | 加古川市役所前広場                                                | 20km      | ¥1,500-  |      | 加古川ツーデーマーチ実行委員会                                                                 | 他コース (10km, 5km) も有り 毎年11月第2土日に開催 |
| 四万十川リバーサイドフルウォーク          | 4月  | 市民スポーツセンター(四万十市)                                    | 29km      | ¥2,000-  |      | 四万十川リバーサイドフルウォーク実行委員会                                                     | 他コース (23km, 17km, 16km, 10km) も有り |
| 城下町おだわらツーデーマーチ              | 11月 | 小田原城址公園                                                    | 30km      | ¥1,500-  |      | 小田原市                                                                                       | 他コース (20km, 10km, 6km) も有り 毎年11月第3土日に開催                                                                                                  |
| 関西100kmチャリティ歩こうよ♪大会          | 5月  | 武庫川河川敷から城南公園(姫路城南)                                | 100km     | ¥7,800-  |      |                                                                                                | 毎年5月中旬に開催 |
| 100km歩こうよ大会 in 摩周・屈斜路         | 7月  | 川湯温泉ふるさと館                                                | 100km     | ¥15,000- |      |                                                                                                | 毎年7月前半に開催 |
| 三河湾チャリティー100km歩け歩け大会の大会 | 10月 | 碧南市臨海公園から碧南市衣浦港湾会館                              | 100km     | ¥15,000- |      | 七福醸造株式会社                                                                               | 毎年10月中旬に開催 |
| 室戸貫歩                                  | 11月 | 高知大学朝倉キャンパスから室戸岬                                  | 90km      | ¥1,000-  |      | 高知大学空手道部                                                                               | 毎年11月頃に開催 |
| 東京エクストリームウォーク100             | 10月 | 相模三川公園又は佐倉城址公園から新豊洲Brilliaランニングスタジアム | 100km     | ¥18,000- |      | 朝日新聞社                                                                                     | |
| 関西エクストリームウォーク100             | 11月 | 舞子公園から大和大学                                              | 100km     | ¥16,500- |      | 朝日新聞社                                                                                     | |
| 早稲田100キロハイク                       | 6月  | 本庄から早稲田                                                    | 100km     | ¥12,000- |      | 早稲田精神昂揚会                                                                               | 埼玉県本庄市から早稲田大学まで約100kmを歩く 主催は早稲田大学のサークル                                                                                   |
| びわ湖チャリティー100km歩行大会           | 10月 | 長浜市から雄琴                                                    | 100km     |          |      |                                                                                                | |
| 晴れの国おかやま24時間・100キロ歩行       | 5月  | 岡山後楽園                                                        | 100km     | ¥13,000- |      | 晴れの国おかやま 24時間・100キロ歩行実行委員会                                                 | |
| SORCACHIチャリティ100kmWalk               | 6月  | 赤平市                                                            | 100km     |          |      | SORACHIチャリティ100kmWalk委員会                                                               | |
| 飯塚-武雄 100km ウォーク                  | 11月 | 飯塚市役所前広場から武雄市役所広場                                | 100km     | ¥10,000- |      | 飯塚―武雄100キロウォーク実行委員会                                                             | |
| 鶴ヶ島100KMウオーク                       | 10月 | 鶴ヶ島市富士見中央近隣公園                                        | 100km     | ¥11,000- |      | 鶴ヶ島ウォーキングクラブ                                                                       | |
| ウルトラウォーキング                      | 随時 | 各地                                                              | 100km     | ¥12,000- |      | 日本ウルトラウォーキング協会                                                                   | 様々場所で開催されており、距離や費用も大会ごとに異なる                                                                                                   |

## 教育の一環としてのウォーキング
- 日本スリーデーマーチには、開催地である埼玉県東松山市内の小・中学生全員が1983年から学校行事として参加している。また、中学生ボランティア制度も導入されており、希望する中学生は大会運営スタッフとしても活躍している[3][4]。
- 清風学園 100km歩行 - 1984年開始。清風中学校・高等学校の希望する生徒が歩く。毎年3月中旬に行われ、大阪市天王寺区の学校から高野山（標高約850m）までの距離を30時間以内に歩く。途中の蔵王峠（標高約560m）を含めて、2つの山を越える[5]。

- 全国100km徒歩の旅 - 小学生が4泊5日の期間で100Kmの距離を歩く[6]。

## 自動車専用道路のウォーキング
自動車専用道路(高速自動車国道・高速自動車国道に並行する一般国道自動車専用道路)の開通（車線増設も含む）の際、開通前の記念イベントとして自動車専用道路のウォーキングが実施されることもある。